# Валтер Дан
Валтер Дан (на немски: Walter Dahn) е германски художник, представител на движението на „Новите диви“.

## Биография
Роден е в Тьонисфорст (Tönisvorst) близо до Крефелд (Krefeld). Следва в Дюселдорфската художествена академия при Йозеф Бойс.
Живее и работи в Кьолн.

## Изложби
- 2007 „Музей Кунстпаласт“, Дюселдорф
- 2006 „Галерия Дворец Оберхаузен“ (изложба на експонати от колекция Лудвиг)
- 2000 „Кунстферайн Брауншвайг“
- 1986 Участие в изложбата „Те създават каквото им харесва“ в галерия Шипка 6 на СБХ.

## Книги и каталози
- Aspekte heutiger deutscher Kunst. Verein der Freunde der Neuen Galerie, Aachen 1983.
- (заедно с Маркус Щайнвег) The abandoned house. Salon-Verlag, Köln 1997, ISBN 3-932189-08-6.
- Spiritual America. König, Köln 1999, ISBN 3-88375-346-7.
- Goin’ back. Nassauischer Kunstverein, Wiesbaden 2001, ISBN 978-3-940099-19-8.
- Walter Dahn, Andreas Gehlen. Galerie Klein, Bad Münstereifel-Mutscheid 2002.
- Walther Dahn, about today – Photographie, Malerei, Skulptur. 1994–2009. König, Köln 2009, ISBN 978-3-86560-621-1.
- Walter Dahn, flowers & coffee. König, Köln 2011.

## Издадени музикални проекти
- Helmut Zerlett, Walter Dahn, Rhythm and irrelevance. Warner Music Germany, Hamburg um 1994.
- Walter Dahn & Hornissen, Honig und Dreck. Dieter Hoff, Köln um 2004.